# Diplocentrus lindo
Espèce
Diplocentrus lindo est une espèce de scorpions de la famille des Diplocentridae.

## Distribution
Cette espèce se rencontre aux États-Unis au Texas et au Mexique au Nuevo León, au Coahuila.

## Description
Le mâle holotype mesure 43,30 mm et la femelle paratype 38,55 mm.

## Publication originale
- Stockwell & Baldwin, 2001 : A new species of Diplocentrus (Scorpiones, Diplocentridae) from Texas. Journal Of Arachnology, vol. 29, no 3, p. 304-311 (texte intégral).